# Josef Hons (rolník)
Josef Hons (2. března 1913 Křekovice – 6. července 1951 Praha) byl český rolník, který byl během brutálních výslechů Státní bezpečností v červenci 1951 utýrán k smrti.
Narodil se v roce 1913 v Křekovicích. Pracoval jako rolník na soukromém hospodářství. Měl nejméně jednu dceru.
Dne 30. června 1951 byl zatčen agenty Státní bezpečností poté, co byl spojen s případem vraždy Václava Burdy, kterého o tři týdny dříve zavraždil zběh František Slepička, a se kterou Hons neměl nic společného. Státní bezpečnost Burdovu vraždu totiž využila k pozdějšímu uspořádání politického procesu v oblasti a k zastrašení zemědělců, kteří se bránili nucené kolektivizaci. Po svém zatčení byl vzat do vazby ve Voticích, kde byl během výslechů brutálně mučen takovým způsobem, že v nich po několika dnech nebyl schopen pokračovat. Poté byl převezen do vězeňské nemocnice v Praze, kde svým zraněním necelý týden po svém zadržení podlehl.
Při následném politickém procesu konaném v únoru 1952 byl na základě smyšlených obvinění označen za spolupachatele vraždy. V prakticky zcela vykonstruovaném procesu byly posléze odsouzeny desítky dalších osob včetně Aloise Jaroše, kterému byl udělen trest smrti. Hons byl po svém úmrtí pohřben na hřbitově v Šebířově. Po sametové revoluci byla na jeho rodný dům v Křekovicích v květnu 2001 instalována pamětní deska.

Připomínky
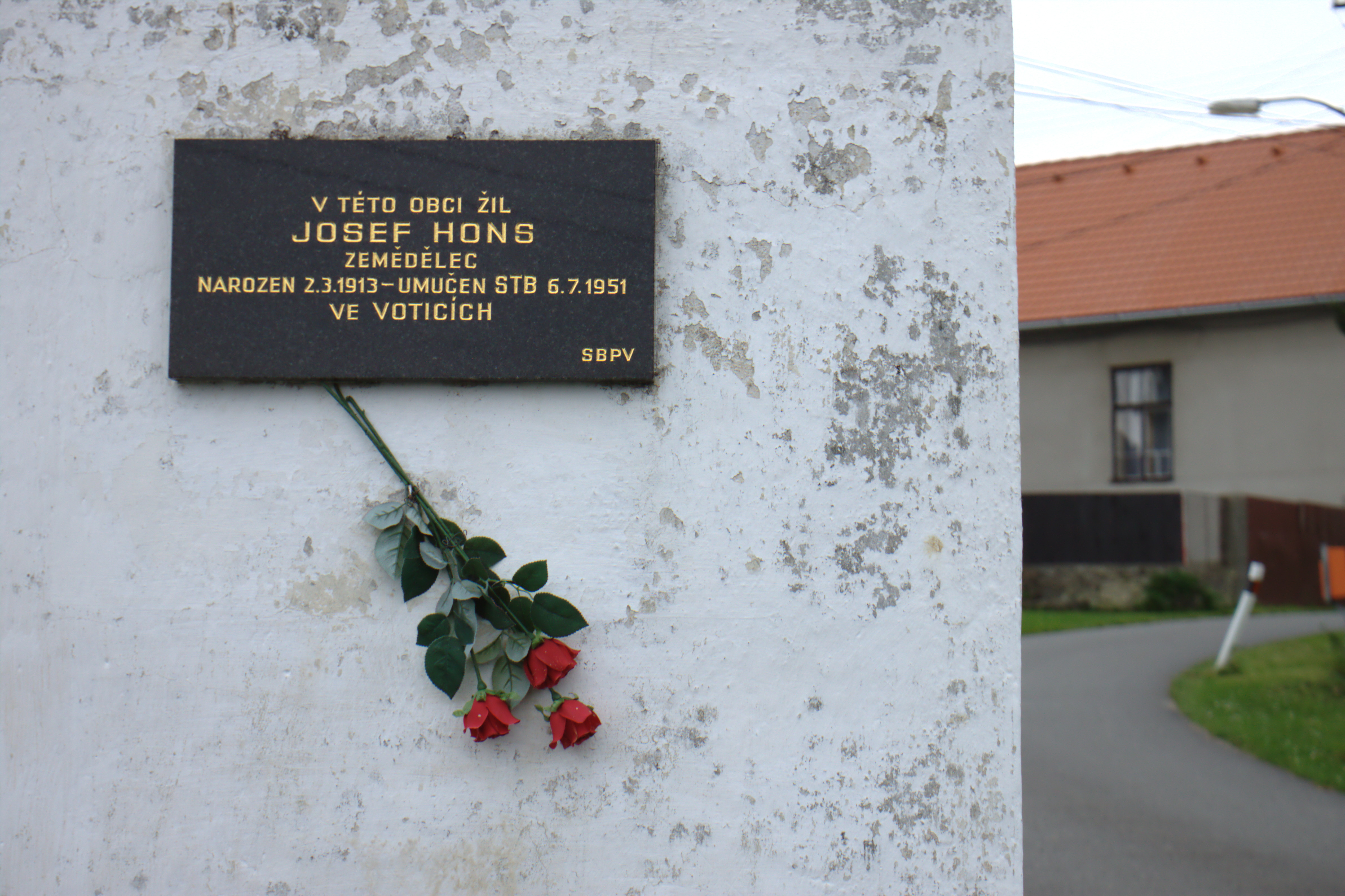
Pamětní deska v Křekovicích
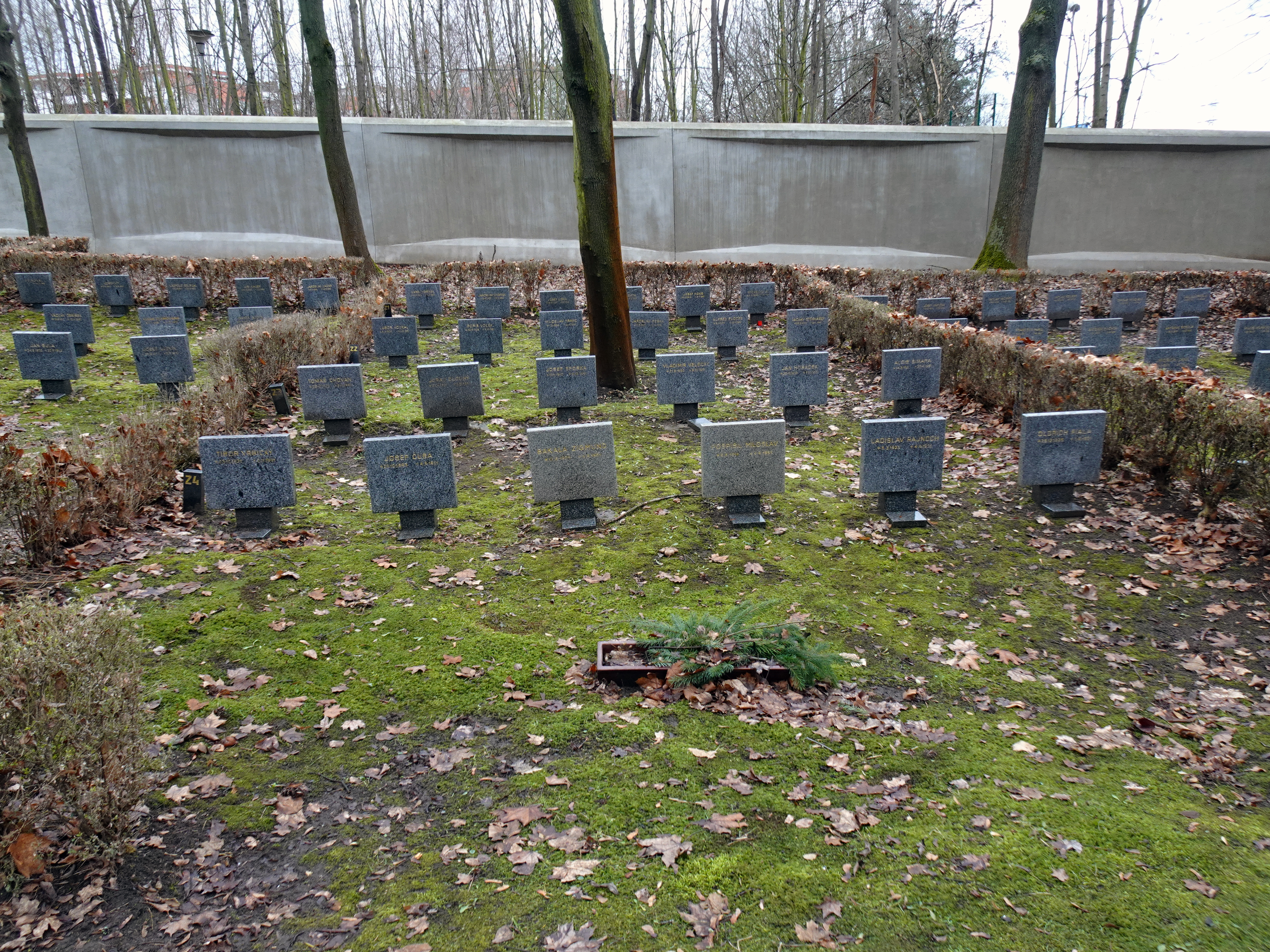
Kenotaf na ďáblickém Čestném pohřebišti popravených a umučených z padesátých let – třetí odboj (Honsova deska je druhé zprava v nejvzdálenější řadě sekce 24)
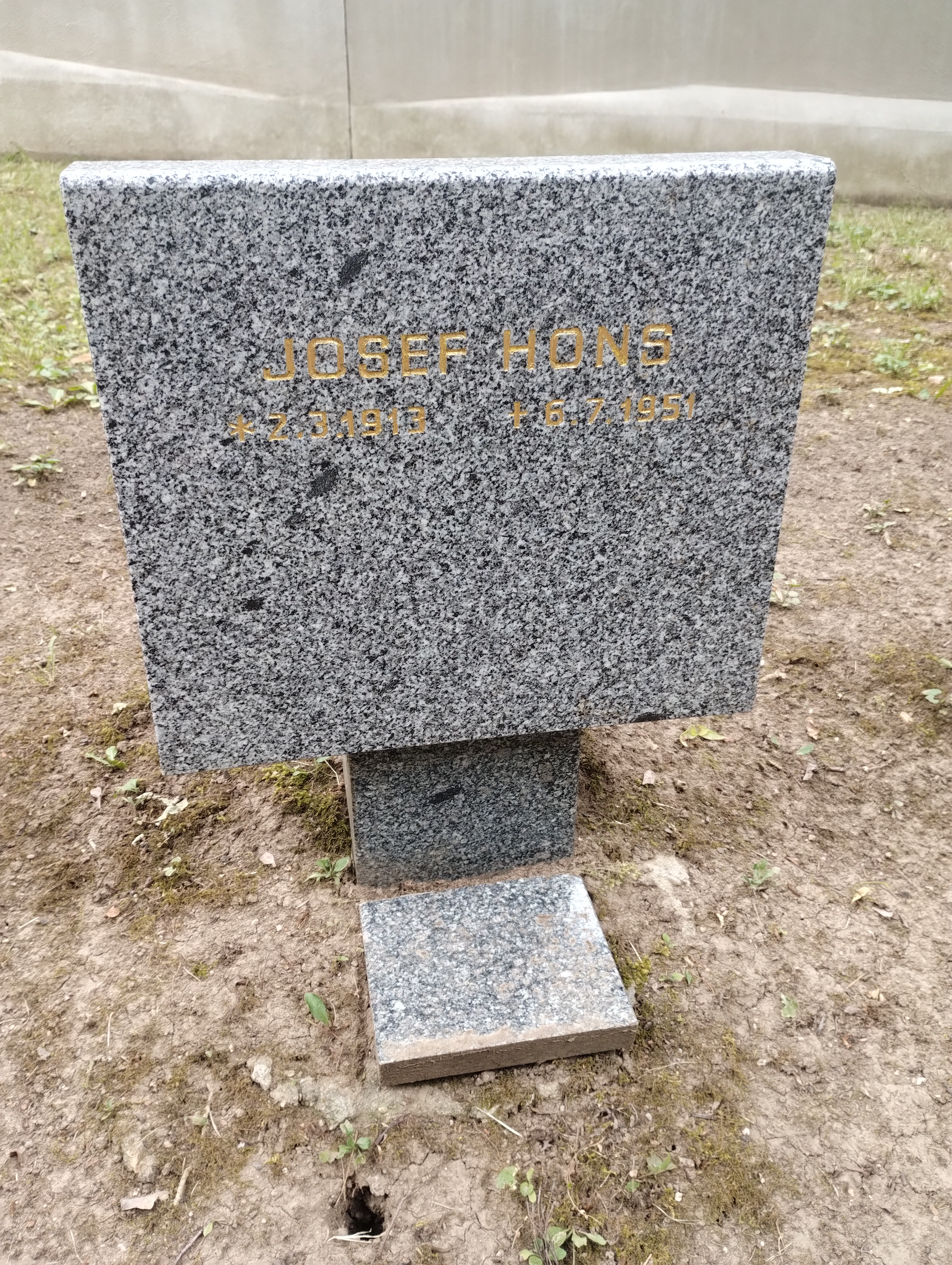
Symbolický náhrobek J. Honse na Čestném pohřebišti v Ďáblicích